# Dicranomyia aquosa
Dicranomyia aquosa là một loài ruồi trong họ Limoniidae. Chúng phân bố ở miền Cổ bắc.